# ناحیه سفیزف
ناحیه سفیزف (به عربی: دائرة سفیزف) یک ناحیه در الجزایر است که در استان سیدی بلعباس واقع شده‌است.